# Concerto per pianoforte e orchestra n. 1 (Brahms)
Il Concerto n. 1 in Re minore per pianoforte e orchestra op. 15 è una composizione giovanile di Johannes Brahms.

## Storia
Il concerto fu composto essenzialmente fra il 1854 e il 1858 da un musicista non ancora venticinquenne; i primi abbozzi del lavoro risalgono al 1853 e probabilmente dovevano essere destinati non a un concerto bensì a una sinfonia. Con l'eccezione del Requiem, fu l'opera che più di ogni altra costò al musicista molte preoccupazioni, una moltitudine di sforzi nella composizione, dubbi ed esitazioni. Il lavoro di continue revisioni andò avanti fino al 1858, senza che l'autore si ritenesse mai soddisfatto. Il concerto in Re minore va considerato d'altronde come uno dei più rilevanti che siano stati composti dopo quelli di Beethoven. La grande costruzione d'impianto e la dedizione meticolosa postovi dal musicista possono spiegare come alle prime esecuzioni esso non abbia avuto riscontri positivi dal pubblico che si mostrò piuttosto freddo, e in effetti alla prima di Lipsia, con lo stesso Brahms come solista e diretto da Joseph Joachim, andò incontro a un clamoroso insuccesso.  Una successiva esecuzione avvenuta ad Amburgo, il 24 marzo, ancora diretta da Joachim, ottenne un successo puramente formale.  Brahms decise quindi di ritirare la composizione apportandovi ancora qualche miglioria in previsione della pubblicazione che avvenne nel 1861.

## Struttura e analisi
1. Maestoso (Re minore)
2. Adagio (Re maggiore)
3. Rondò. Allegro non troppo (Re minore)

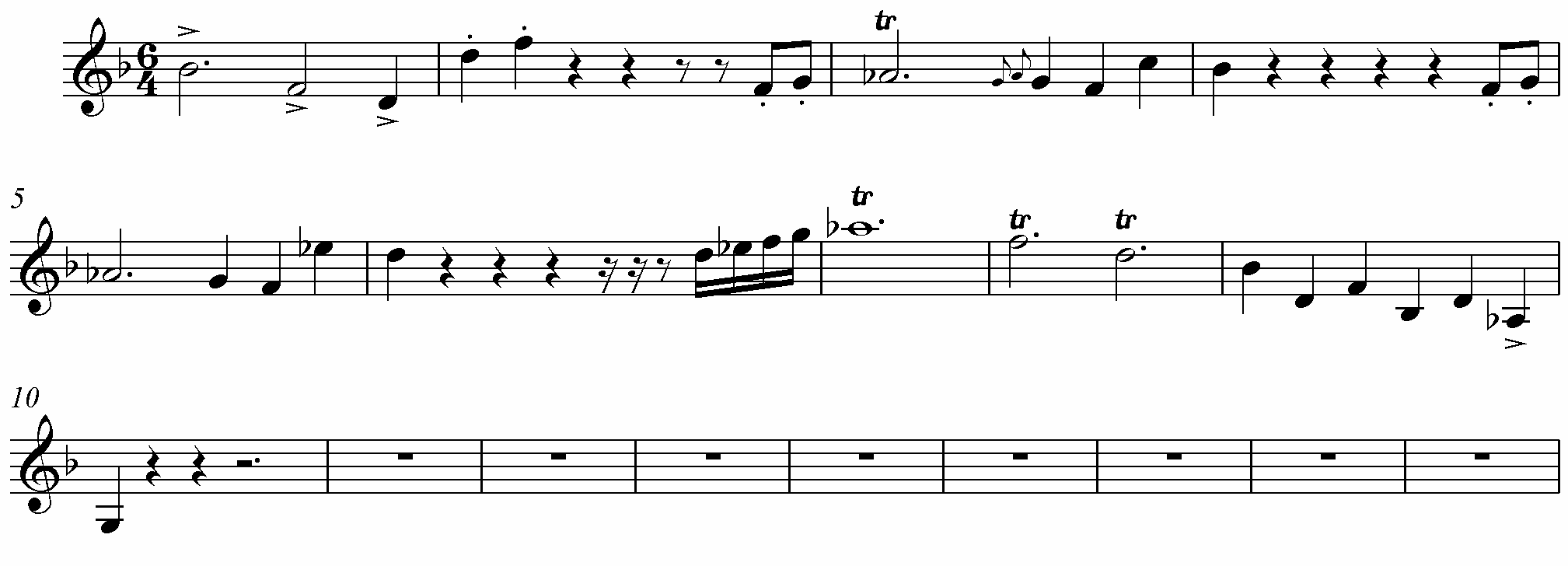
Parte iniziale del primo movimento

Il primo tempo, Maestoso, in 6/4, è realizzato con un carattere imponente e drammatico, ricco di espressività e di un'emozione intensa ma al tempo stesso trattenuta. Il primo tema è dei più risoluti che Brahms abbia ideato; 
la parte pianistica presenta due temi piuttosto appassionati che durante lo sviluppo si pongono in contrasto col tema iniziale, realizzando così momenti di intensa drammaticità.
Nel secondo movimento, Adagio, il musicista mantiene ancora lo stesso tempo di 6/4 del primo; si presenta molto calmo e sereno all'inizio presentandosi con un tema esposto dagli archi con sordina; il movimento è caratteristico per la parte del pianoforte scritta ad accordi pieni, costante nello slancio melodico; è un brano che non ha nulla da invidiare al precedente, il pianoforte dialoga romanticamente con una parte orchestrale alleggerita, ma pur sempre sempre presente con una sua importante realtà costruttiva. Da notare la parte degli oboi e dei corni che in alcune parti rispondono al pianoforte.
Il tema finale del terzo movimento, nella forma di Rondò, è affidato al solo pianoforte; si può notare subito la provenienza da alcune tipologie di danze popolari tedesche e ungheresi, sia nel sincopato dell'attacco, sia nei ritmi, sia nell'incremento melodico della melodia. Il brano è scritto con una mano magistrale avvicendando con gradevole equilibrio i temi principali; giunge quindi a conclusione con una sonorità briosa in Re maggiore offrendo all'esecutore la possibilità di mettere in evidenza le qualità più smaglianti della sua capacità tecnica.

## Organico
Pianoforte solista, due flauti, due oboi, due clarinetti in Si bemolle, due fagotti, quattro corni (1º e 2º in Re, 3º e 4º in Si bemolle), due trombe in Re, timpani in Re e La, archi